# Martinite
La martinite è un minerale.